# Aqüeducte de Figueres
Aqüeducte de Figueres és un aqüeducte del municipi de Figueres (Alt Empordà) inclòs en l'Inventari del Patrimoni Arquitectònic de Catalunya.

## Descripció
Aqüeducte format per quaranta-tres arcs que transportaven l'aigua des d'una riera del poble veí de Llers fins al castell. Actualment el nombre d'arcs és menor perquè se'n van destruir per deixar pas a l'autopista. Els arcs són de mig punt, amb pilars fets amb grans carreus. Els arcs són fets amb maó vist disposats a sardinell i la resta de l'aqüeducte està bastit amb la tècnica de la maçoneria utilitzant pedres treballades lligades amb argamassa de petites pedres, probablement amb calç per evitar filtracions.

## Història
A ponent de la fortalesa hi ha un llarg aqüeducte conegut popularment per " els Arcs" format per arcades de mig punt que servia per proveir d'aigua el castell. Fa ben poc, ens construir l'autopista de França, anomenada A-17, el traçat de la qual passa per aquest lloc ha estat destruït un tram de llargada considerable de l'aqüeducte. La destrucció ha afectat, precisament, el punt on els arcs tenien més alçada. Malgrat no ser l'aqüeducte del segle xviii, un monument de primera categoria, creiem que és molt lamentable la seva degradació.